# 索比希齊
51°23′54″N 25°51′23″E / 51.39833°N 25.85639°E
索比希齊（烏克蘭語：Собіщиці）是位於烏克蘭西北部里夫內州裏瓦拉什區的村莊，始建於1629年，面積71.7平方公里，海拔高度160米，2001年人口835，人口密度每平方公里11.7人。